# Північне світло (скульптура)
Північне світло (швед. Norra skenet) — скульптура художника Ернста Нордіна в кампусі університету Умео в Умео, Швеція.

## Історія
У рамках планування кампуса університету Умео, конкурс на скульптури відбувся в 1967 році і був виграний Ернстом Нордіном. Північне світло було піднято в 1969 році в університетському містечку і переїхало у фактичне місце недалеко від університетського платини в 1995 році, у зв'язку з будівництвом учительській тренажерного залу.
Скульптура виготовлена з полірованої нержавіючої сталі. Прямокутні сталеві труби були зварені разом в діагональному складі, що нагадують північне сяйво. Структура світла вбудованими точковими світильниками.
Університет Умео використовує скульптуру як символ в своєму маркетингу.

## Літаратура
- Skulpturguide Umeå, published by Västerbottens konstförening, Umeå 2005, page 162, ISBN 978-91-631-8462-8
- Konstvandring på Umeå universitet. En guide till konsten på campus, published by Umeå University, p. 22, ISBN 978-91-7601-035-8